# Terrorisme en 1951

## Événements

### Janvier
- 14 janvier, Irak : attentat de la synagogue de Bagdad provoquant le départ de milliers de juifs irakiens vers Israël[1].

### Décembre
- 25 décembre, États-Unis : attentat organisé par le Ku Klux Klan, qui tue Harry T. Moore et sa femme, membres de la NAACP[2].